# The Dumb Wooing
The Dumb Wooing è un cortometraggio muto del 1912 diretto da Will Louis.

## Produzione
Il film fu prodotto dall'Edison Company.

## Distribuzione
Distribuito dalla General Film Company, il film - un cortometraggio in una bobina - uscì nelle sale cinematografiche statunitensi il 17 aprile 1912.